# Gauldianus chilensis
Gauldianus chilensis är en stekelart som beskrevs av Lanfranco 2000. Gauldianus chilensis ingår i släktet Gauldianus och familjen brokparasitsteklar. Inga underarter finns listade i Catalogue of Life.